# 鹿児島県立川辺高等学校
鹿児島県立川辺高等学校（かごしまけんりつ かわなべこうとうがっこう）は、鹿児島県南九州市川辺町田部田にある県立高等学校。略称･通称は「辺高（なべこう）」。2011年度より、揖宿学区と合併し南薩学区となる。

## 概要

### 前身
- 県立第四中学校 → 県立川辺中学校（1900年設立）
- 川辺村立実科高等女学校 → 県立川辺高等女学校（1915年設立）

### 校風を表す言葉
- 神戈陵精神

### 座右の銘
- 弘毅正大心
- 競進期優越
- 不断刺我新
- 忠実奮自学
  - 制定時期不詳。旧制川辺中学であった大正7年頃には講堂正面に掲げられていた。全校生徒が学生生活の指針として朝礼で斉唱する。神戈陵精神の中核という位置づけである。

### 校章
1948年9月、公募で決定。当時の在校生によるもので、月桂樹とペンを組み合わせて図案化したもの。理想を目指す若い学徒の栄光を讃えた月桂樹の群葉を三方に伸ばし、知・徳・体の偏りのない成長を目指し、それに学問の象徴としてのペンを配することで、学習、修養、鍛錬を表している。

### スクールカラー
濃紺

### 進路
国公立大・短大、私立大学・短大、各種専門学校へ進学する。就職希望者もいる。

### その他
- 音楽部が九州コンクール、南九州コンテスト出場等の実績をもち、南九州コンテストでは2年連続金賞を受賞し、そのうちの1回は金管セクションがきらめき賞をもらっている。
- 開陽高校通信制課程の協力校となっている。

## 沿革

### 鹿児島県立川辺中学校
- 1900年4月26日　鹿児島県第四中学校開校
- 1901年9月2日　鹿児島県立川辺中学校と改称
  - 当時の県立中学校入学試験においては、志布志中とともにⅡ期校であった（Ⅰ期校は一中、二中、川内中、加治木中）。

### 鹿児島県立川辺高等女学校
- 1915年3月21日　鹿児島県川辺村立実科高等女学校設立認可（修業年限2年）。
- 1915年4月23日　開校式挙行
- 1922年3月31日　修業年限3年に変更認可。
- 1930年9月19日　鹿児島県川辺実科高等女学校と改称。
- 1943年3月31日　鹿児島県川辺町立川辺高等女学校と改称。
- 1945年3月6日　鹿児島県立川辺高等女学校と改称。

### 鹿児島県立川辺高等学校
- 1948年4月1日　学制改革に伴い鹿児島県川辺高等学校第一部（旧中）および第二部（旧高女）設立
- 1948年4月24日　川辺町立高等学校定時制を併設、本科（農業科・家庭科）別科（建築科）を設置
- 1949年4月1日　第一部・第二部を合併、全日制普通科・家庭科を設置
- 1950年4月1日　町立川辺高校（定時制）を県立移管、定時制3科を統合、別科建築科の生徒募集停止
- 1950年11月17日　創立50周年記念事業として校歌を制定。
- 1954年4月1日　定時制農業科募集停止。
- 1955年4月1日　定時制家庭科を前期課程とする。
- 1956年4月1日　鹿児島県立川辺高等学校と改称。
- 1958年4月1日　家庭科前期課程募集停止。
- 1960年4月26日　創立60周年記念事業でプールが落成。
- 1976年4月1日　家政科廃止、寄宿舎廃止。
- 2000年5月10日　文部省（当時）指定研究開発校となる。
- 2020年4月26日 120周年を迎える。

## 主な行事
- 神戈陵塾：同窓生による講義。
- 神戈陵学Ⅰ：大学や民間の研究者による出前講義、郷土学習、県内大学訪問（1年次）。
- 神戈陵学Ⅱ：大学や民間の研究者による出前講義、県外大学訪問（2年次）。
- 33km遠行
- 修学旅行 関東や関西方面に行っている。
- 神戈陵祭 体育祭や文化祭のことで、文化祭は6月にあり、1年生は展示発表、2年生はバザー、3年生は演劇をする。また、体育祭は学年対抗で、各学年のカラーが団色になっており、徒競走など一般的な種目もあるが、川辺高校生の1日という、川辺高校にしかない種目もある。

## 著名な出身者
政治・行政
- 霜出勘平 - 知覧町長・初代南九州市長、地方議員
- 谷口慶吉 旧制中 - 国会議員（参議院）、農業協同組合指導者
- 泊宝徳 旧制中 - 加世田市長
- 西春彦 旧制中 - 外交官（外務次官、駐英大使）

報道・マスコミ・ジャーナリズム
- 川口幹夫 旧制中 - NHK会長

学術・研究（理・工・農・医系）
- 川畑愛義 旧制中 - 医学者（公衆衛生学・健康学）、京都大学名誉教授
- 高良武久 旧制中 - 医学者（精神医学、森田療法）、東京慈恵会医科大学名誉教授
- 東昇 旧制中 - 医学者（ウイルス学）、京都大学名誉教授
- 牧角三郎 旧制中 - 法医学者、九州大学名誉教授
- 松田達郎 旧制中 - 生態学者、国立極地研究所所長・名誉教授、第11次南極観測隊隊長兼越冬隊長

学術・研究（人文学・社会科学・人間科学系）
- 川野重任 旧制中 - 農業経済学者、東京大学名誉教授
- 下野敏見 川辺高 - 民俗学者

芸術・芸能
- 小澤啓一 川辺高 - 映画監督（日活）

スポーツ
- 野母得見 川辺高 - プロ野球選手（投手、南海ホークス）

軍人
- 小園安名 旧制中 - 大日本帝国海軍軍人・厚木海軍航空隊抗命事件首魁
- 川上清志 旧制中 - 大日本帝国陸軍軍人
- 中薗盛孝 旧制中 - 大日本帝国陸軍軍人・陸軍航空技術学校長